# Haarlemmerdijk 63
Haarlemmerdijk 63 in Amsterdam is een gebouw aan de Haarlemmerdijk te Amsterdam-Centrum. Het gebouw loopt uit in de Binnen Oranjestraat.
De Haarlemmerdijk is al eeuwenoud. Veel van de oorspronkelijke bebouwing is dan ook vervangen en soms ook opnieuw vervangen. Op de genoemde hoek vond de grootste verandering plaats rond 1937. Omstreeks april 1937 vroeg de "NV P. De Gruyter en Zoon" toestemming aan de Gemeente Amsterdam de bestaande percelen te slopen en op het vrijgekomen terrein nieuwbouw te plegen. Het ging daarbij om de “oprichting” van een winkel (in kruideniers- en grutterswaren) en twee afzonderlijke woonverdiepingen. De Gruyter leverde daarbij een ontwerp aan van hun vaste architect Teunis Wilschut, die ook de bouwkundige gemachtigde was. Volgens de stukken was in een van de oude panden een slagerij gevestigd. Toen het gebouw opgeleverd was verhuisde De Gruyter van Haarlemmerdijk 137 naar hier toen.     
Wilschut kwam met een gebouw in de traditionele architectuur. De constructie van de ingang verwijst naar veel hoekwinkelgebouwen, waarbij de ingang op de hoek is gesitueerd, waarbij die hoek een opvallende aparte vorm meekreeg. Veelal is dat een houten constructie, hier een betonnen maar betegeld met blauw geglazuurde tegels; destijds de “handtekening” binnen De Gruyter-filialen en afkomstig uit de Porceleyne Fles in Delft. Opvallend aan het gebouw is verder een nogal stijl puntdak aan de zijde van de Haarlemmerdijk en het doorlopen van de blauwe tegels in de plint in het deel dat toegang verschaft aan de woningen. 
Wat meegewogen heeft in de benoeming tot gemeentelijk monument (2007) zijn twee tegeltableaus in het winkelgedeelte, ze verwijzen naar thee en cacao; zij zijn gemaakt bij de Plateelbakkerij Zuid-Holland in Gouda.